# Уфа юкэлэре

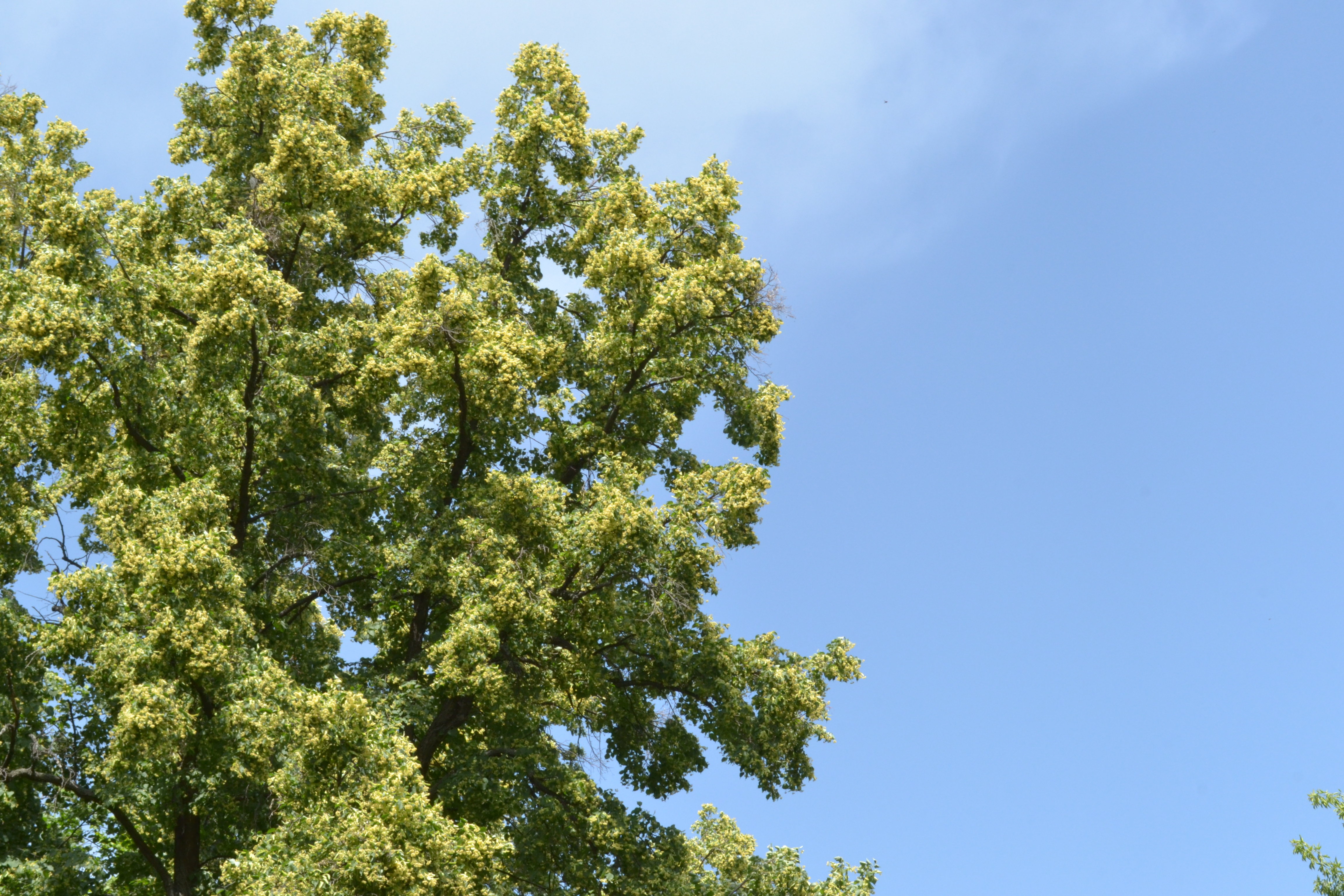
Липа.

Уфа юкэлэре (баш. Өфө йүкәләре, тат. Уфа юкәләре — в переводе Уфимские липы) — песня 1970-х годов (слова Назара Наджми, музыка Рима Хасанова), ставшая неофициальным гимном Уфы в башкирском и татарском обществе.
Легенда гласит, что Назар Наджми написал стихотворение «Уфимские липы» под впечатлением от увиденной улицы Унтер-ден-Линден (в переводе с немецкого Липовая) в Восточном Берлине. Липа в республике главное дерево: на западе России преобладает дуб, а липа идет в основном подлеском. И именно на территории Башкортостана дуб ослабевает, а липа набирает силу. Ближе к востоку начинаются смешанные леса, там уже царит лиственница.

## Исполнители
Песню исполняли Заки Махмутов, Гумар Абдульманов, Саид Файлясупов, Олег Кильмухаметов, Ильфак Смаков, Фидан Гафаров, Айдар Галимов, Алсу Сафина , Венер Камалов, Искандер Газизов, Анвар Нургалиев и многие другие. В рамках предвыборной компании отца песня была исполнена Алсу.

## Текст (фрагмент)
| Жизнь не дается дважды, Огонь (свет) не гаснет дважды. Мы- тысячи раз зажигаем, но потухаем лишь однажды. Уфимские липы Расскажут о нас Листвою опадая. | ba: Ғүмер ике килмәй, Уттар ике һүнмәй, Беҙ — мең янып тик бер һүнгәндәр. Өфө йүкәләре Беҙҙең хаҡта да әле Япраҡ ҡоя-ҡоя һөйләрҙәр. |